# Simon Marius
Simon Marius (10. ledna 1573 – 26. prosince 1624) byl německý astronom. Narodil se v Gunzenhausenu, ale téměř celý život prožil v Ansbachu.
V roce 1601 byl jmenován soudním matematikem v markrabství Ansbach.
V červnu téhož roku odcestoval do Prahy, aby se seznámil s novými pozorovacími technikami Tycho Brahe. Tycho v říjnu zemřel a Marius odjíždí studovat medicínu na univerzitu v Padově, kde se v roce 1605 stal doktorem.
V roce 1614 publikoval Marius svou práci Mundus Iovialis popisující planetu Jupiter a její měsíce. Zde prohlásil, že objevil čtyři měsíce planety o několik dní dříve než Galileo. Rozpoutal se spor s Galileem, který Maria obvinil nejen ze lži, ale také z toho, že okopíroval jeho práci a tedy, že jeho Mundus Iovialis je pouhým plagiátem. Dnes se zdá být možné, že Marius objevil měsíce nezávisle, ale přinejmenším o několik dnů později než Galileo. Bez ohledu na spor o prioritu je faktem, že mytologická jména těchto měsíců, pod jakými je známe dodnes, zveřejnil Marius. Io, Europa, Callisto jsou zvány po jménech Diových milenek a Ganymedes po Diově oblíbenci, kterého vládce bohů učinil na svém dvoře číšníkem. Marius dokládá, že pojmenování pochází od Johanna Keplera.
Simon Marius také prohlašoval, že je objevitelem galaxie Andromeda, ta však byla známa již středověkým arabským astronomům.
Jeho příjmení nese oblast na Jupiterově měsíci Ganymedu Marius Regio a měsíční kráter Marius.